# Heimersdorf (Köln)
Heimersdorf ist ein Stadtteil von Köln im Stadtbezirk Chorweiler.
Der Stadtteil liegt etwa 9 Kilometer nördlich des Stadtzentrums.

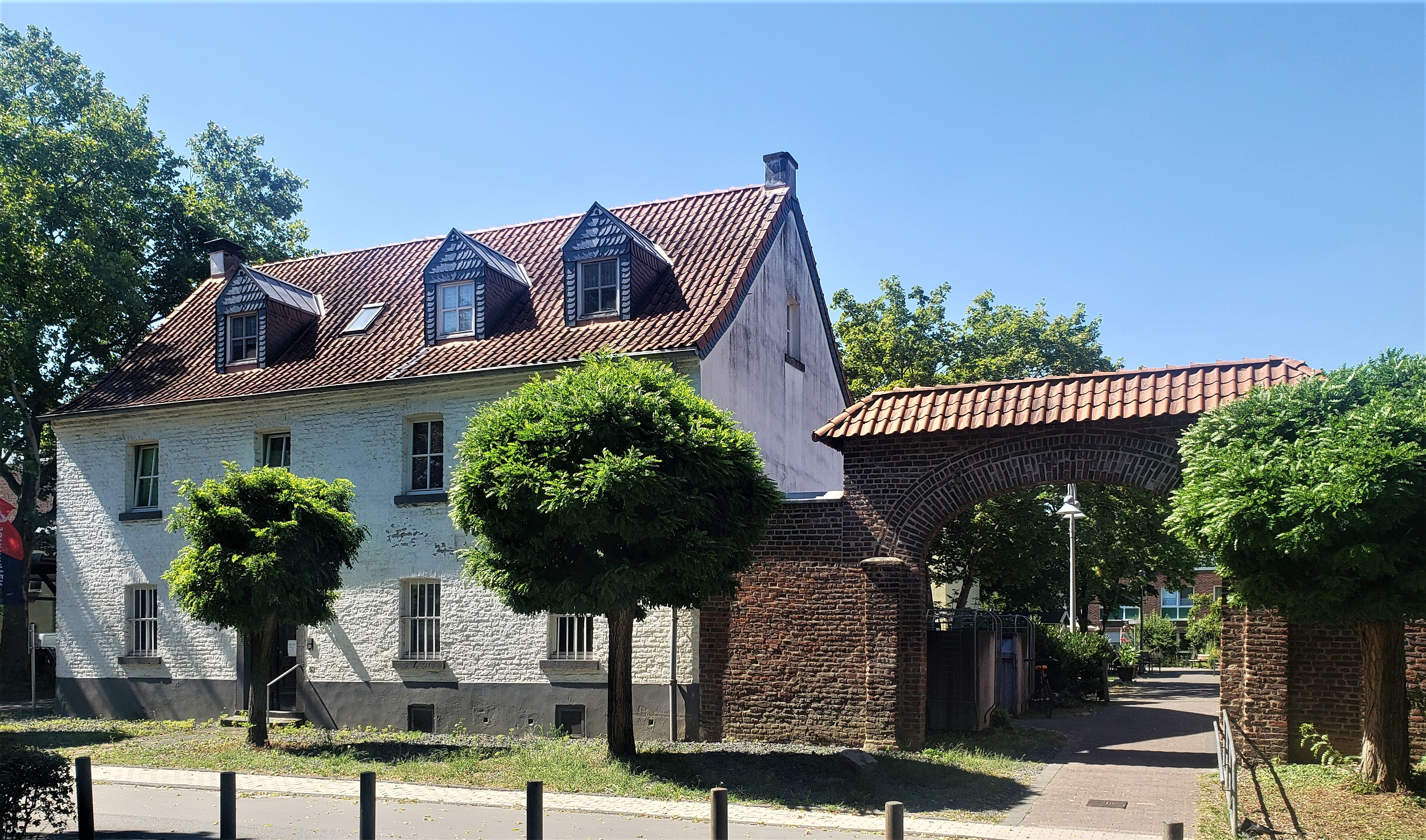
Gut Heuserhof in Heimersdorf

## Lage
Heimersdorf liegt umschlossen von den Kölner Stadtteilen Longerich, Lindweiler, Weiler/Volkhoven, Chorweiler und Seeberg. Im Osten wird es begrenzt von der Mercatorstraße, im Süden von der Autobahn A1, im Nordwesten von der S-Bahnlinie.

## Geschichte
Der früheste, erhaltene Beleg für den späteren Ortsnamen Heimersdorf datiert aus dem späten 12. Jahrhundert: zwischen 1178 und 1183 ist ein Johan de Heimerstorp als Zeuge bei einem Rechtsgeschäft anwesend. Die erste überlieferte urkundliche Erwähnung eines Hofes in Heimersdorf stammt aus dem Jahr 1314. In dieser Urkunde bestätigt der Kölner Erbvogt Gerhard, dass das Kölner Augustinerinnenkloster St. Maria Magdalena, das am Blaubach lag und „Weißfrauenkloster“ genannt wurde, Güter in Heimersdorf besitze. Der Hof „Heimerstorp“ lag viele Jahrhunderte allein zwischen Volkhoven und Longerich.
Das Weißfrauenkloster bewirtschaftete seinen – relativ abgelegenen – Heimerhof nicht selbst, sondern verpachtete ihn in Erbpacht. 1394 hatte der Pächter pro Morgen Land einen Sumer Roggen zu zahlen sowie 20 Kölnische Mark. Im Jahr 1581 betrug der Pachtzins jährlich 26 Malter Roggen, 12 Malter Gerste, Kapaunen (Hähne), „Hämmel“, Lämmer, 2 Kälber und Eier. Diese Abgaben änderten sich über lange Zeiträume nur geringfügig. Im Laufe der Jahrhunderte wurden die Erbpächter faktisch zu Eigentümern an Grund und Boden und besaßen ein vererbliches Benutzungsrecht mit einer oft nur geringen Abgabenlast.
Aufgrund der französischen Säkularisationsgesetze wurde das Kölner Weißfrauenkloster am 13. Fructidor des Jahres X (31. August 1803) aufgelöst und der Besitz verkauft. Der Heimershof wurde am 25. Oktober 1810 vom Kölner Bürger G. A. Krapp für 18000 Pfund erworben. Seit der Franzosenzeit gehörten Heimerhof und Volkhoven zur Bürgermeisterei Longerich. Zwischen 1810 und 1820 wurde der Heimerhof geteilt und der Heuserhof entstand in unmittelbarer Nähe. 1820 wurde Heimersdorf (Heimerhof) mit 30 Einwohnern angegeben, während Longerich 390 und die Bergheimerhöfe 40 Einwohner hatten. Auf den Karten von 1807/1808 erschien ein dritter kleiner Hof – der spätere Hof Thiebach (Pfeilshof).
1888 wurde die ganze Bürgermeisterei Longerich nach Köln eingemeindet. Auf einer amtlichen Karte von 1899 gibt es auf dem Gebiet des heutigen Heimersdorf nur die drei Höfe und vier kleine Häuser, die sich Longericher Bürger auf dem Volkhovener Weg gebaut hatten.
Eine geplante Bebauung auf dem heutigen Gebiet von Heimersdorf gab es erst seit 1922 mit dem Bau einer kleinen Siedlung am Volkhovener Weg, der Pulheimer Straße und des Froschackers. Weitere Siedlungen folgten.

### Die Neue Stadt

Ortseinfahrt Heimersdorf

1958 begann die Stadt Köln mit der Planung der Neuen Stadt, einem Entlastungszentrum im Kölner Norden; erster Bauabschnitt war Heimersdorf. Mit dem Straßenbau wurde 1961 begonnen. Die Fertigstellung der Bauten in Heimersdorf erfolgte weitgehend in den Jahren 1961 bis 1965. Die Häuser wurden teilweise zu sehr günstigen Konditionen verkauft, die sich nach der Kinderzahl richteten. Wohl mit aus diesem Grund zählte Köln-Heimersdorf in seiner Anfangszeit zu den kinderreichsten Orten Deutschlands. Der Wohnungsbau wurde in Teilabschnitten realisiert. 1964 besuchte der ehemalige Bundeskanzler und Kölner Ehrenbürger Konrad Adenauer Heimersdorf, um sich an Ort und Stelle über das Werden des neuen Stadtteils zu informieren. Eindringlich warnte Adenauer dabei vor dem Bau einer Hochhaussiedlung, wie sie später in Chorweiler entstand. „Da kennen sich die Leute doch nur noch vom meist kaputten Fahrstuhl!“

### Religionen
- 1966 Weihe der katholischen Pfarrkirche Christi Verklärung am Taborplatz
- 1967 Weihe des evangelischen Gemeindezentrums und des Jugendzentrums Magnet am Lebensbaumweg, 2017 geschlossen und provisorisch in das Ladenzentrum „Heimersdorf-Center“ verlegt.
- 1979 weihte die Mormonengemeinde “Kirche Jesu Christi der Heiligen der letzten Tage” ihre Kirche mit Zentrum und Bibliothek ein.

### Demographie
Struktur der Bevölkerung von Köln-Heimersdorf (2021):
- Durchschnittsalter der Bevölkerung: 46,6 Jahre (Kölner Durchschnitt: 41,4 Jahre)
- Ausländeranteil: 11,3 % (Kölner Durchschnitt: 19,3 %)
- Arbeitslosenquote: 6,0 % (Kölner Durchschnitt: 8,6 %)

1990 hatte Heimersdorf noch 6.714 Einwohner. 2011 lebten in Heimersdorf 5.836 Menschen. Heute (2019) nähert sich die Einwohnerzahl wieder derjenigen vom Anfang der 1990er Jahre an. Der Anteil der Einwohner mit Migrationshintergrund liegt deutlich unter dem der unmittelbar benachbarten Stadtteile Chorweiler und Seeberg-Nord sowie dem Mittelwert der Gesamtstadt.
Der Stadtteil litt einige Zeit in Teilbereichen an Überalterung. Besonders in Bereichen mit Einfamilienhausbebauung aus den 60er-Jahren zeigte sich das für ehemalige Neubaugebiete typische Problem einer demographischen Welle. Es zogen früher meist Zwei-Generationen-Kernfamilien mit Kindern ein, die Eltern wurden mit der Zeit zu Senioren, während die Kinder fortzogen. Heute besteht allerdings wieder  ein verstärkter Zuzug von jüngeren Menschen und Familien mit Kindern. Die Altersstrukturen sind erneut im Wandel zugunsten junger Familien. Dies führt zu erhöhtem Bedarf von Kindergartenplätzen. Die katholische Grundschule sichert das Bildungsangebot im Primarbereich, während die bisher im gleichen Komplex noch untergebrachte GGS „Anna-Langohr-Schule“  im Herbst 2021 ihr neues Domizil im Neubau im Fühlinger Weg (Volkhoven-Weiler) gegenüber dem dortigen Gymnasium (HMG) bezog, anfangs 2-zügig mit der Möglichkeit auf eine spätere 3-Zügigkeit.
Die Hauptschule am Volkhovener Weg ergänzt  im Sekundarbereich das örtliche Bildungsangebot.
Die katholische Kirche errichtete nahe der Heimersdorfer Kirche einen neuen Gebäudekomplex, in dem auch eine Kita untergebracht ist.
Heimersdorf ist ein Stadtteil mit regem und facettenreichem Vereinsleben, guten Einkaufsmöglichkeiten und guter Infrastruktur – allerdings ist rund um das Einkaufs-Mittelzentrum in Stoßzeiten die Parkraumsituation etwas eingeschränkt.
Im Januar 2019 Hat das Seniorennetzwerk Köln-Heimersdorf im Fritz-Wacker-Siedlerheim in der Nettesheimer Straße den neuer Bürgerverein für Heimersdorf und Seeberg-Süd gegründet, um die bürgerschaftlichen Interessen dieser Ortsteile wirksamer zu vertreten. Unter der Leitung des Gründungsvorsitzenden Dieter Höhnen erwarb sich der Bürgerverein in den Folgejahren stadtweit hohe Anerkennung.
Nicht zuletzt wurden in den Pandemiejahren 2020 bis 2023 in lokalen Impfaktionen mehr Menschen geimpft als in jeder anderen Kölner Ortslage außer dem Impf-Großzentrum in den Deutzer Messehallen.
Der Bürgerverein bemüht sich im Zusammenwirken mit dem Seniorennetzwerk und anderen Beteiligten zudem als gemeinnützig anerkannter Verein seit vielen Jahren um die Trägerschaft für eine künftige Bürgerbegegnungsstätte im zentralen Ortsbereich.

## Kultur und Freizeit

### Bauten

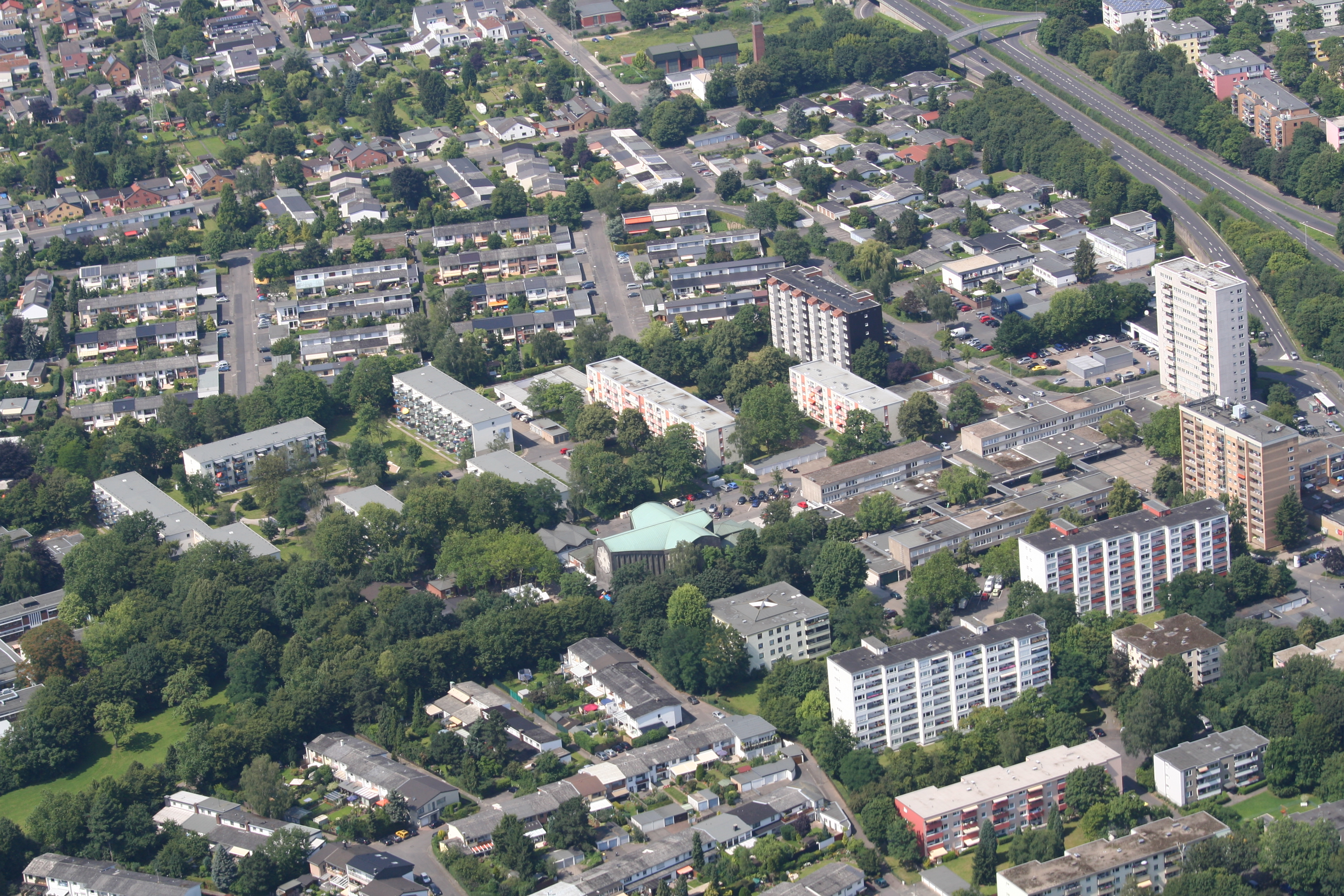
Luftaufnahme Heimersdorf, in der Mitte erkennbar die katholische Pfarrkirche Christi Verklärung

Charakteristisch für Heimersdorf ist die Anlage im Stile des amerikanischen Radburn-Systems mit einer Trennung von Durchgangs- und Anliegerverkehr sowie Verkehrs- und Fußgängerzonen.
Heimersdorf ist durch die Grünanlagen, die vielen Hausgärten, Schrebergärten und den großen Baumbestand ein grüner Stadtteil. Inmitten der grünen Zone liegen die Schulen, die römisch-katholische Kirche Christi Verklärung sowie das Senioren- und Altenwohnheim Johanniterstift Gut Heuserhof. Das evangelische Gemeindezentrum wurde 2017 aufgegeben, das Kinder- und Jugendzentrum „Magnet“ in das Einkaufszentrum verlegt.

## Infrastruktur

### Verkehr

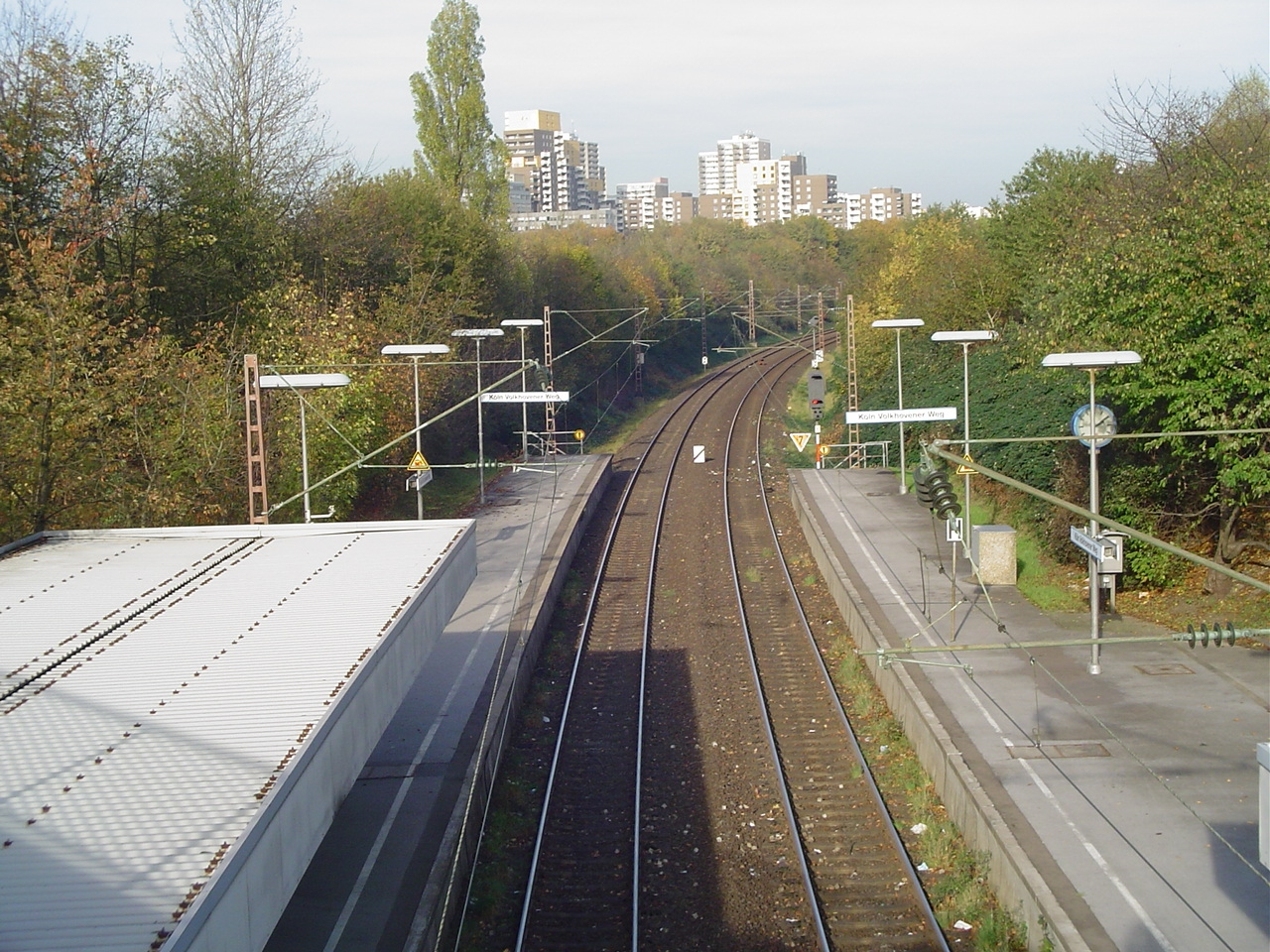
Haltepunkt Köln Volkhovener Weg

Bis in die 1930er Jahre befand sich der Bahnhof Longerich der Bahnstrecke Köln–Kleve am Pingenweg auf dem Gebiet von Heimersdorf. Das Gebäude des ehemaligen Bahnhofs ist noch heute erhalten. Heute ist der Stadtteil mit einer unterirdischen Station der Stadtbahnlinie 15 („Heimersdorf“) im Osten und dem Haltepunkt Köln Volkhovener Weg der Bahnstrecke Köln–Kleve durch die S-Bahnlinien S 6 und S 11 im Nordwesten an das regionale Nahverkehrsnetz angeschlossen.
Heimersdorf hat eine gute Infrastruktur durch das Zentrum mit Einzelhandelsgeschäften (Ladenzentrum „Heimersdorf-Center“), zwei Restaurants und eine Kneipe und ein Hotel. Die Ursula-Kuhr-Schule ist eine Hauptschule mit über 500 Schülern aus dem Kölner Norden. Die katholische Grundschule Lebensbaumweg und die Anna-Langohr-Gemeinschaftsgrundschule (GGS)  teilen sich seit 1966 einen Gebäudekomplex. Zum Schuljahr 2019/2020 verließ die GGS den gemeinsamen Schulkomplex und zog in ein modernes neues Schulgebäude nach Volkhoven/Weiler gegenüber dem dortigen Gymnasium um. Im Vorschulbereich bieten  die beiden christlichen Träger jeweils eine Kita an. Der Sport ist vereinsmäßig durch den KSV Heimersdorf und den DJK-Wiking vertreten.

## Bekannte Heimersdorfer
- Georg Esser (* 1928, † 2020), Maler und Graphiker.
- Helmar Meinel (* 1928), Journalist und Schriftsteller.
- Theodor Wonja Michael (* 1925, † 2019), Schauspieler, Schriftsteller, Zeitzeuge.
- Willi Bach, Vater von Dirk Bach, Heimatforscher, Leiter der Geschichtswerkstatt Köln-Chorweiler.
- Dirk Bach (* 1961, † 2012), Schauspieler, Comedian, Entertainer und Fernsehproduzent.
- Markus Anfang (* 1974), ehemaliger Fußballspieler (wohnte in Seeberg), heutiger Fußballtrainer.